# 보로 야니치
보로 야니치(영어: Boro Janičić, 1967년 ?월 ?일 ~ )는 몬테네그로 출신의 축구 선수로 포지션은 수비수이다. K리그 입단 당시에는 몬테네그로의 전신인 유고슬라비아 연방 공화국 국적이었으며 등록명은 보로를 사용하였다.

## 클럽 경력
LG 치타스 (현 FC 서울) 소속으로 1994-1995 시즌 두 시즌 동안 정규리그 통산 34경기 0득점-3도움 / 리그컵 통산 9경기 0득점-0도움의 기록을 남겼다.